# MAN NG272
MAN NG272 — городской сочленённый низкопольный автобус, выпускавшийся компанией MAN в период с 1990 по 1992 год.

## История
MAN NG272 был представлен в 1990 году как дальнейшее развитие сочленённых автобусов MAN SG242. Производство продолжалось до 1992 года, когда модель была заменена моделью NG272(2) (A11), основанной на модели NL202(2). Новая модель изменила первоначальные стойки опор сидений, которые позволяли пассажирам опускать окна в передней части, но в остальном оставались визуально очень похожими.
Большинство NG272 было оснащено двигателями MAN D2865LUH сзади, соединёнными для привода задней оси, либо с помощью Voith DIWA 864.4, либо с полностью автоматической коробкой передач ZF 5HP. Его использование сочленённой конфигурации с низким полом, наличие 3 или 4 дверей и вместимость в стандартной конфигурации сделали их хорошим выбором для операторов городских автобусов.
Большинство NG272 было выведено из эксплуатации в большинстве транспортных компаний, оставаясь в частной собственности или за рубежом.
Производство NG272(2) продолжалось до 1999 года, когда на смену MAN NG272 пришёл MAN NGxx3 (A23).